# Déva vára
Déva vára hajdani erődítmény az Alsó-Maros mentén, a Déva város fölé emelkedő hegyen, egy 250 méter magas sziklán.
Déva vára kicsiny, jelentéktelen erősség volt az Erdély szívébe vezető úton, a Maros bal partján. Hadi értéke igazán csak a 17. században volt, mikor Lippa átengedése után egyedül ez a vár állhatott ellen egy esetleges további török inváziónak a Maros völgyében – a helyzet azonban gyorsan változott, és szerepe egyre csökkent, bár teljesen csak a 18-19. század fordulóján veszítette el jelentőségét. Ma romos állapotban van. A romániai műemlékek jegyzékében a HD-II-a-A-03216 sorszámon szerepel.
A vár számos birtokosa közül a legjelentősebbek Hunyadi János, Szapolyai János, Bocskai István és Bethlen Gábor.

## Története
A Várhegyen már az ókorban, dákok és a rómaiak idejében is emelkedett erődítmény. A várat a tatárjárás után IV. Béla építtette újjá, s 1264-től említik a korabeli oklevelek. 1264. augusztus elején itt győzte le V. István híve, Csák nembeli Péter az István ifjabb király és IV: Béla király közötti belháborúban a IV. Béla pártján álló kunokat, egyeseket megölve, másokat fogságba vetve.

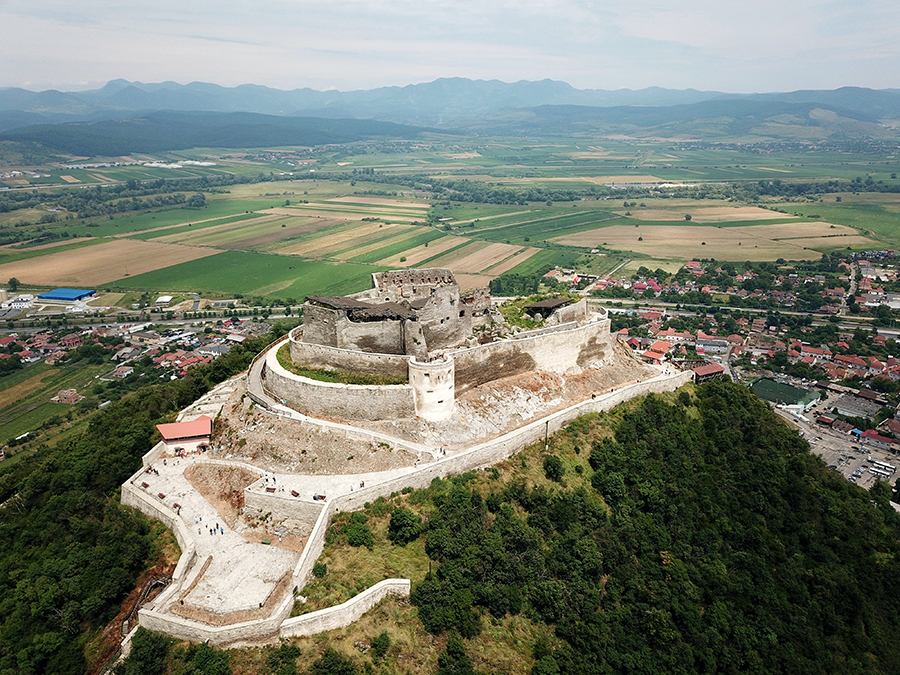
Déva vára - légi fotó

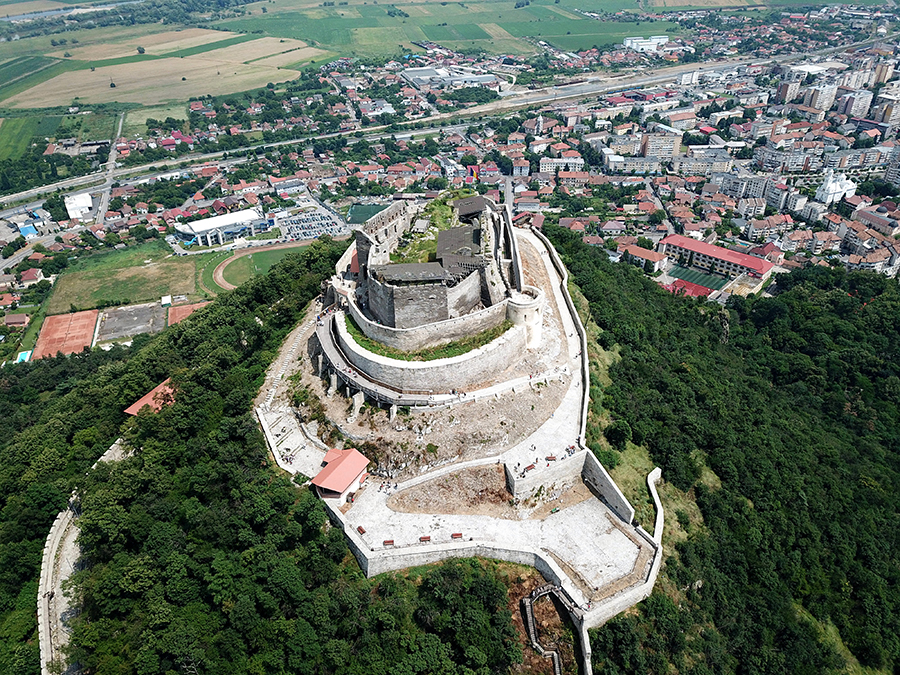
Déva vára - légi felvétel

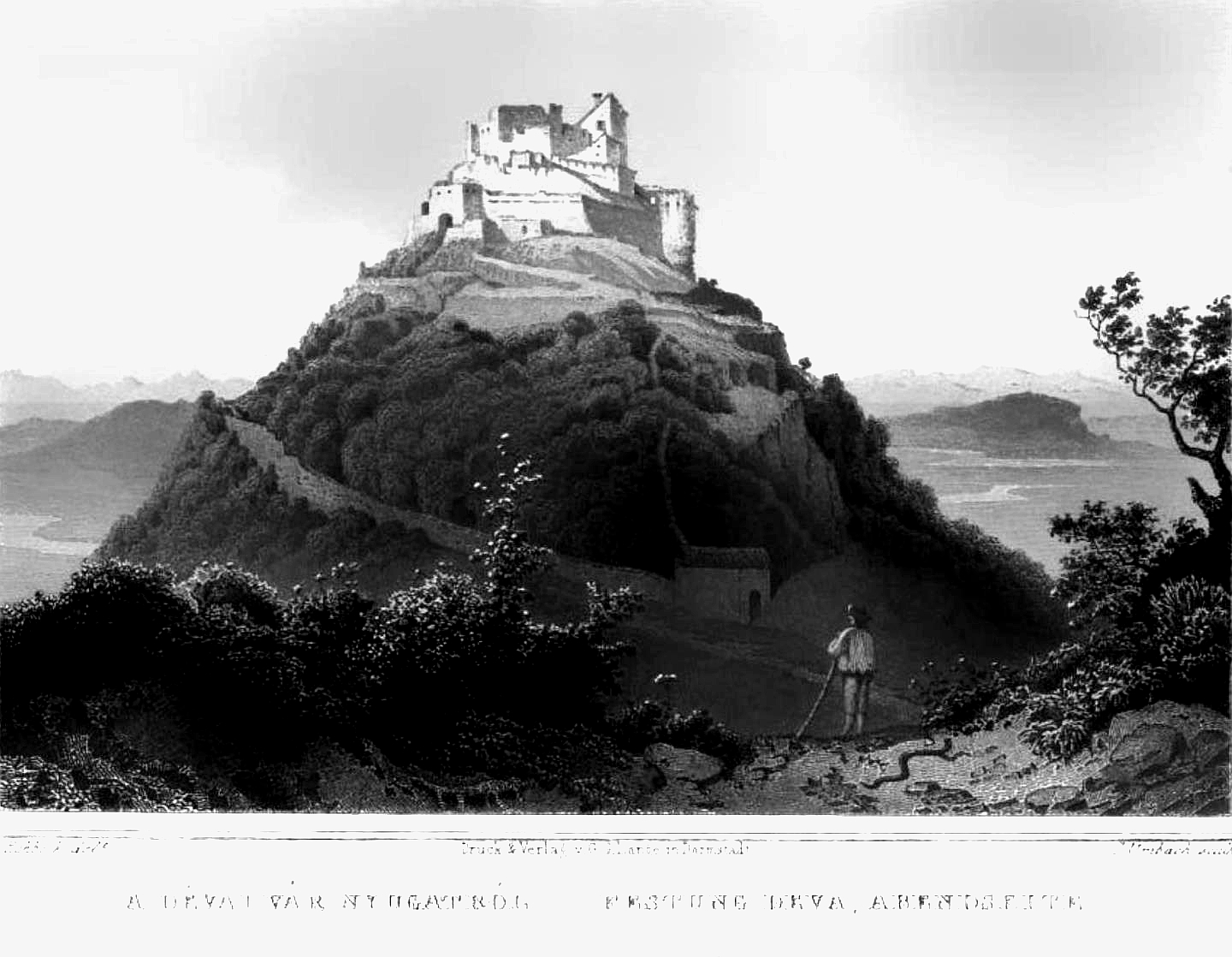
A dévai vár nyugat felől, 1864-ben

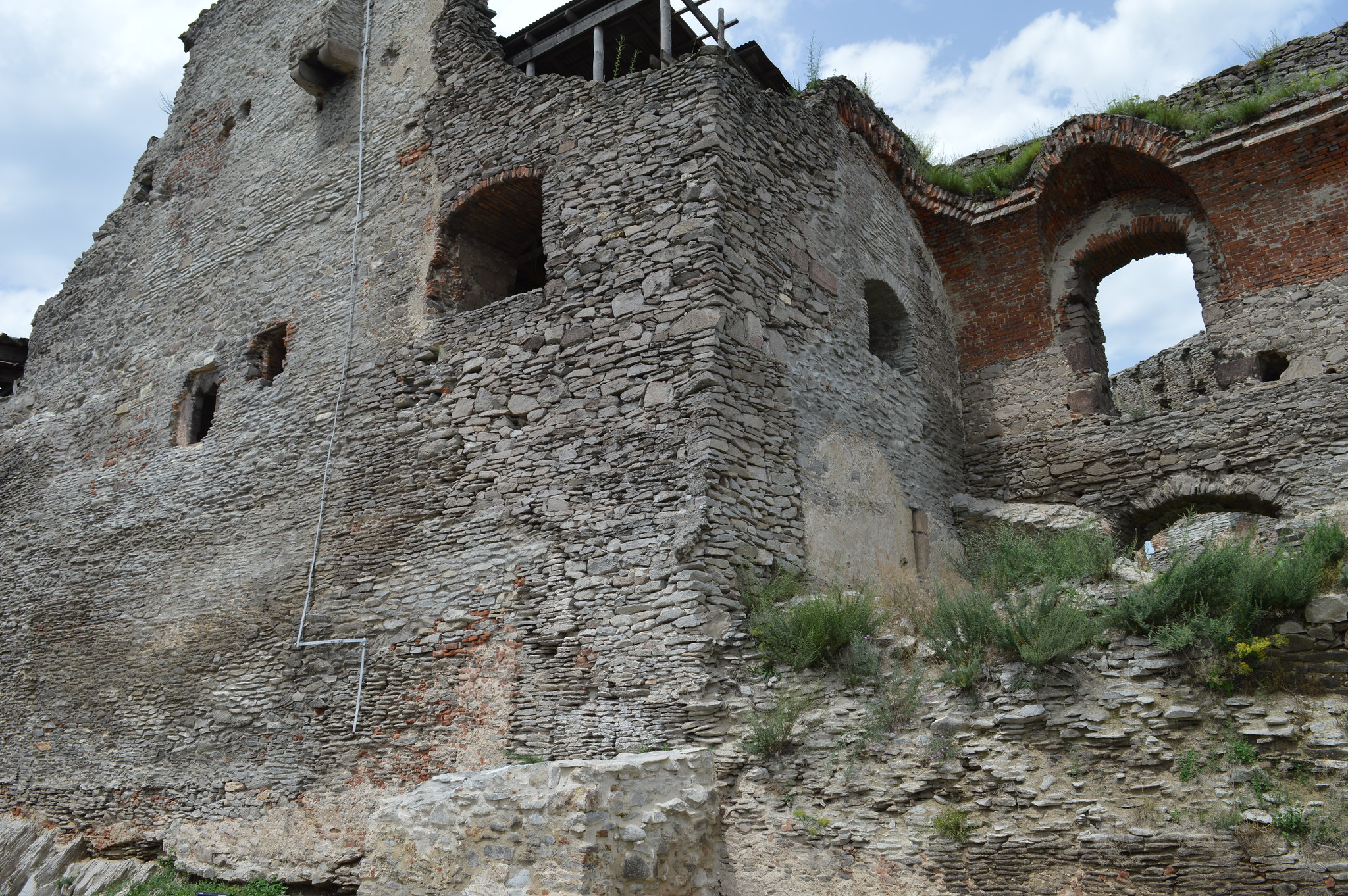
A dévai vár eredeti falmaradványai 2016-ban

1302-től a dévai vár volt az erdélyi alvajdák székhelye. 1333-ban Miklós, Hunyad megye főispánja birtoka volt, valamikor 1453 előtt került Szilágyi Mihály kezére, majd V. László Hunyadi Jánosnak adományozta, és Corvin János haláláig (1504) a Hunyadi-család birtokában maradt. A mohácsi vészt követően Perényi Péter vajda kapta meg, majd 1529-ben Szapolyai János szerezte meg, aki 1539-ben feleségének, Izabellának adta jegyajándékul. 1550 novemberében itt aratott győzelmet enyingi Török János, hunyadi főispán Kászim török pasa előhadain. 1551-től a várat Ferdinánd király birtokolta, de 1556-ban ismét Izabella királyné tulajdona lett. A dévai vár börtönében szenvedte el rabsorsát Dávid Ferenc, Erdély első unitárius püspöke, aki itt halt meg 1579. november 15-én. Szintén itt raboskodott Dobó István, az egri vár egykori hős kapitánya, aki Izabella királyné parancsára került fogságba.
1580 körül a katonai jelentőségű várat ismét megerősítették. 1581-ben Báthory Kristóf Geszthy Ferencnek adományozta, aki bővítéseket hajtott végre, és a vár alatt udvarházat építtetett. 1603. szeptember 9-én itt akarta kivégeztetni Basta osztrák tábornok az Erdélyi Fejedelemség főurait. I. Rákóczi György idején épült a déli részen levő kerek bástya. 1657-ben a török nagyvezír foglalta el a várat. I. Apafi Mihály fejedelemsége alatt (1661–1690) a vár jórészt börtönként működött.
A Rákóczi-szabadságharcban, 1704-ben kuruc kézre jutott, de Csáky András három heti ostrommal 1706-ban visszafoglalta. 1705 novembere és 1706. február 22. között kiállt egy kuruc ostromot.
1717–1719 között Erdély katonai parancsnoka. Steinville tábornok a várat jelentősen megerősítette, a várrendszer sérüléseit kijavíttatta, és Vauban-rendszerűvé bővíttette. 1733-ban a Haller család birtokába került. 1752-ben tovább erősítették, felújították, noha a vár katonai értéke ekkor már igen csekély volt, hiszen a Maros völgyében nem volt háborúnak sem emléke, sem kilátás rá. 1773-ban II. József trónörökös látogatásából tudjuk, hogy a várőrség egy fél század katonát és néhány tüzért számlált. Utolsó katonai szereplése a szabadságharc előtt 1784-ben volt, amikor a Mócvidékről indult román jobbágyfelkelés elől ide menekült Hunyad vármegye nemességének jelentős része. Itt végezték ki a felkelés elfogott résztvevőit is.
Ettől kezdve a vár olyannyira nem látott el semmilyen katonai funkciót, hogy elárverezték, és új tulajdonosa Pogány Franciska minden mozdíthatót elhordatott a belőle, ami így gyorsan pusztulásnak indult. A Habsburgok minden bizonnyal szerettek erdélyi útjaik során a Maros mentén utazni, mert az 1817-ben erre utazó I. Ferenc császárnak megtetszett a vár és környéke, majd elrendelte a restaurálását, ami 12 évig tartott.
A szabadságharcban nem bírt jelentősebb szereppel. Helyőrsége német volt, 160 fő és 3 löveg Kudlich osztrák főhadnagy vezetésével. Ezzel az erővel csak Déva lakosait tudták terrorizálni, komolyabb harci cselekményekre képtelenek voltak (legjobb esetben is egy századnak minősültek). Az erdélyi hadi helyzet miatt nem kerültek a frontvonalba, de Bem Észak-Erdély felszabadítása utáni hadműveleteinek útjába került.
1849 februárjában érkezett meg a vár alá Kemény Farkas különítménye. 1849. február 7-én itt lepték meg az Avram Iancu vezette, osztrákbarát román népfölkelők, s csak Bethlen megérkezése mentette föl a forradalmi csapatokat a szorongatott helyzetből. A vízaknai vereség után Bem is ideérkezett serege maradékával, de a helyőrség nem adta meg magát, ugyanakkor elfogadta, hogy addig nem lövet a magyar csapatokra, amíg azok nem rohanják meg a várat.
Az erdélyi helyzet azonban március végén stabilizálódott, sőt, Gyulafehérvár és az Érchegység kivételével egész Erdély magyar kézre került. A vár zárolását Forró Elek ezredes vezette 2000 fővel és 6 löveggel 1849 áprilisától. A védők négy hétig tartották magukat, majd – páratlanul előnyös feltételek mellett – május 27-én átadták a várat a magyaroknak (szabad elvonulás, egyhavi zsold a magyar államtól). Ezután egyenesen Temesvárhoz mentek annak védőit gyarapítani.
Déva ostroma az 1848–49-es szabadságharc három sikeres magyar ostromának egyike volt; Déván kívül még Budát és Aradot sikerült elfoglalni.
Ezt követően Bem lőszerraktárt rendeztetett be a várban, ami azonban a temesvári csatavesztés után (augusztus 13-án) rejtélyes körülmények között felrobbant, több mint száz honvéd halálát okozva. Azóta az egykor fontos katonai erősségnek számító, s az egész Várhegyet uraló várrendszernek ma már csak a Várhegy ormán található falai állnak.
1849. augusztus 18-án itt tette le a fegyvert Bem „apó” és Guyon magyar forradalmi seregének a maradványa az osztrák haderő előtt.

## Napjainkban
A városi hatóságok két évtizedente imitt-amott némely falmaradványt meg-megerősítettek hellyel-közzel a helybeli kőművesek odaadó hozzájárulásával, ám a dévai vár korhű és szakértői restaurációja mintegy százötven évet váratott magára. 2008-ban a Hunyad Megyei Tanács finanszírozásával nagyszabású helyreállítási munkálatok kezdődtek. A romos állapotú várat a térség egyik kulturális központjává alakították. A vár, a csaknem nyolc évnyi részleges vagy teljes lezárását jelentő felújítás után, 2016-ban vált ismét látogathatóvá.

## Szépirodalmi vonatkozása
A Kőmíves Kelemen című népballada a vár felépítésének elképzelt – emberfeletti akadályokba ütköző – történetét mondja el.
Tizenkét kőmives összetanakodék,

Magos Déva várát hogy fölépittenék.
Hogy fölépittenék fél véka ezüstér,

Fél véka ezüstér, fél véka aranyér.
Magos Déva várhoz hozzá is kezdettek.

Amit raktak délig, leomlott estére,

Amit estig raktak, leomlott reggelre.

## Képek

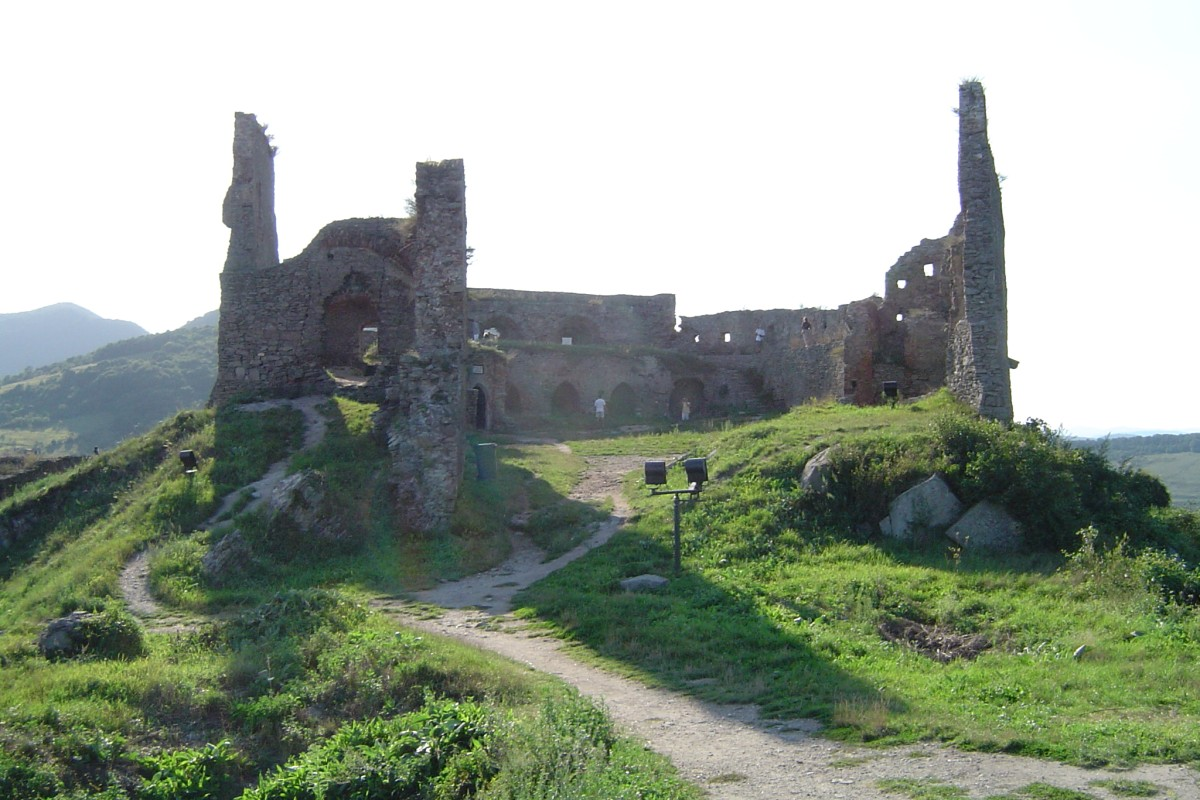
A dévai vár maradványai
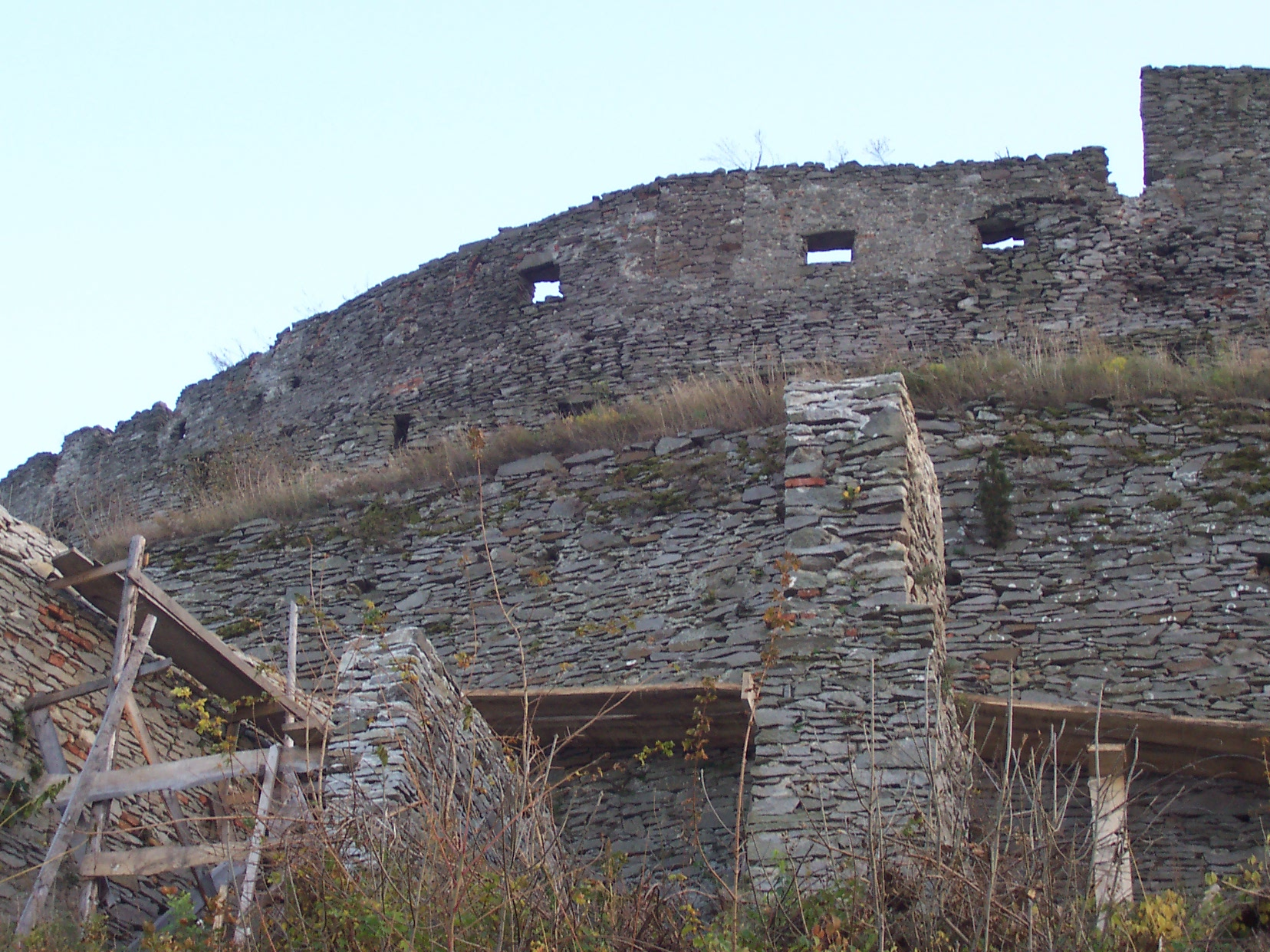
Falmaradvány kívülről
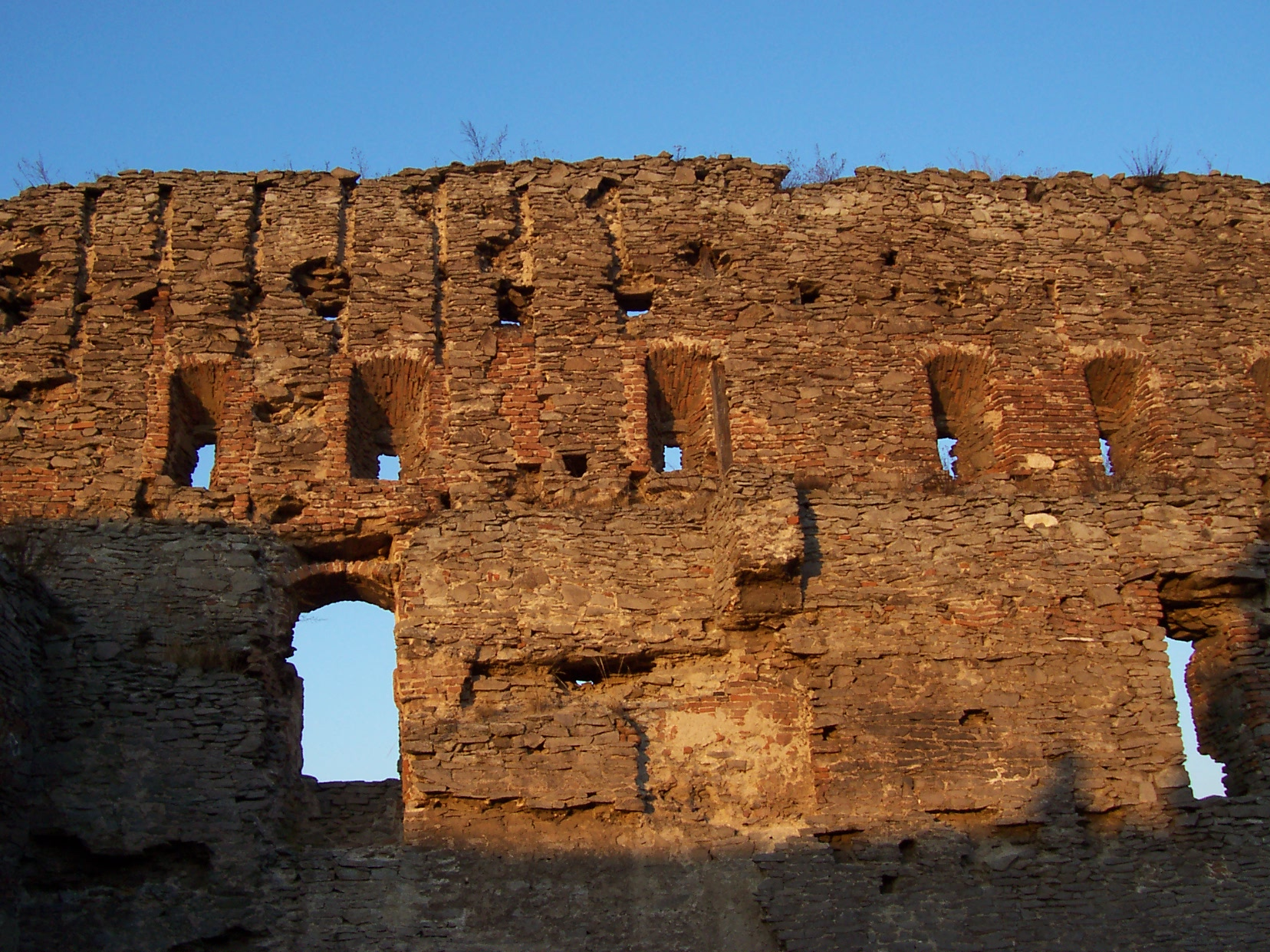
Falmaradvány belülről
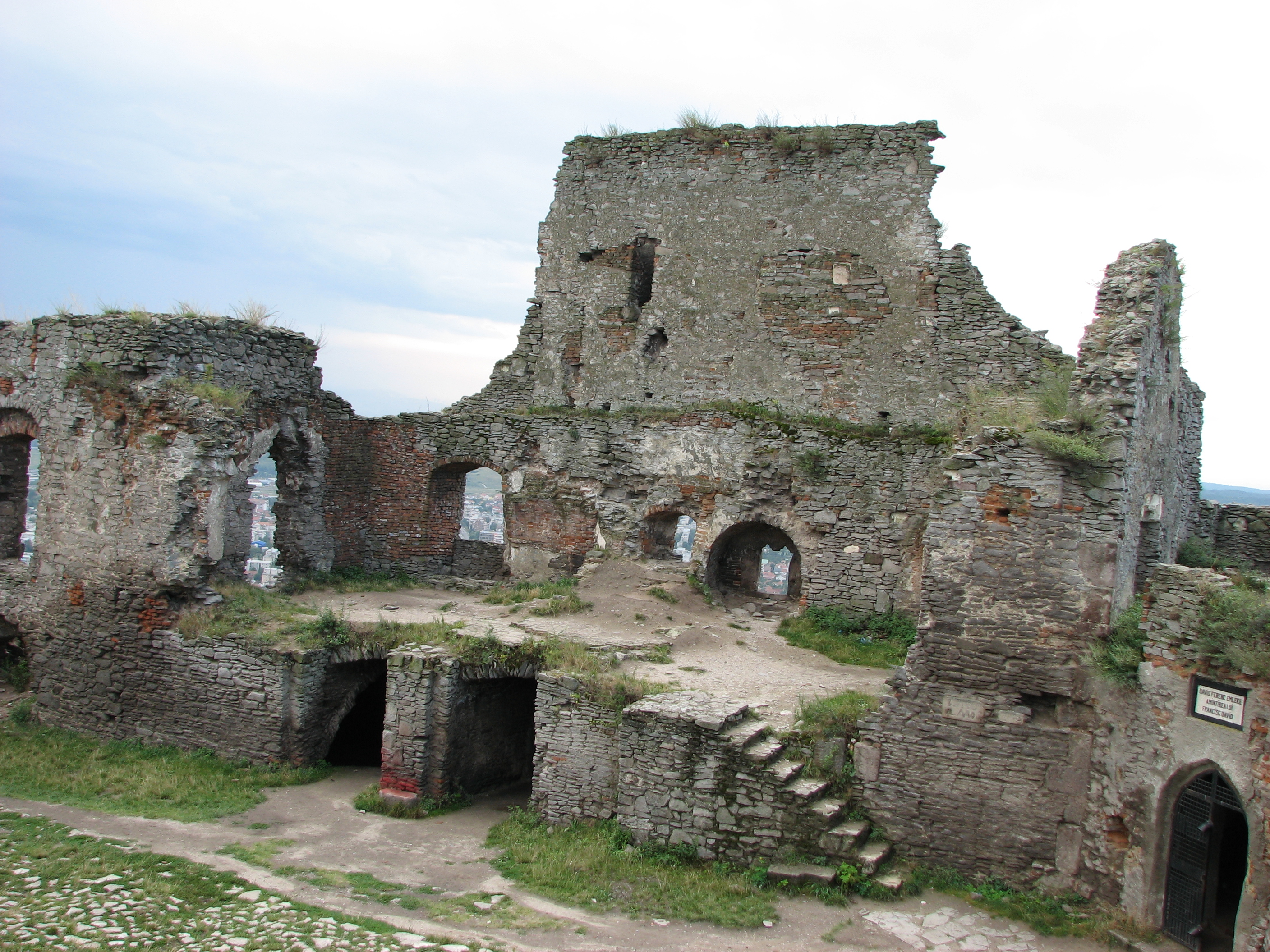
A várudvaron
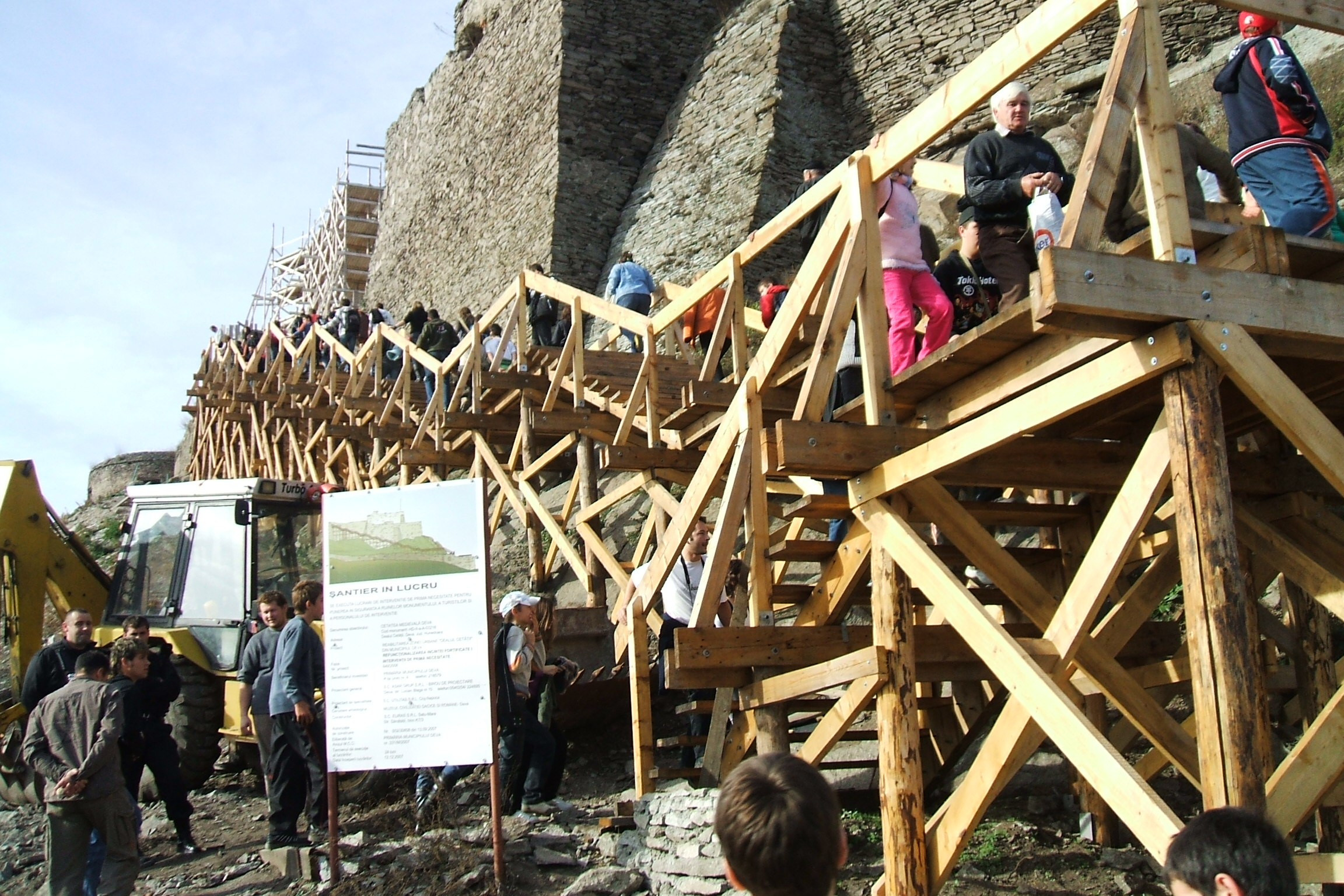
Várfelújítások 2008-ban
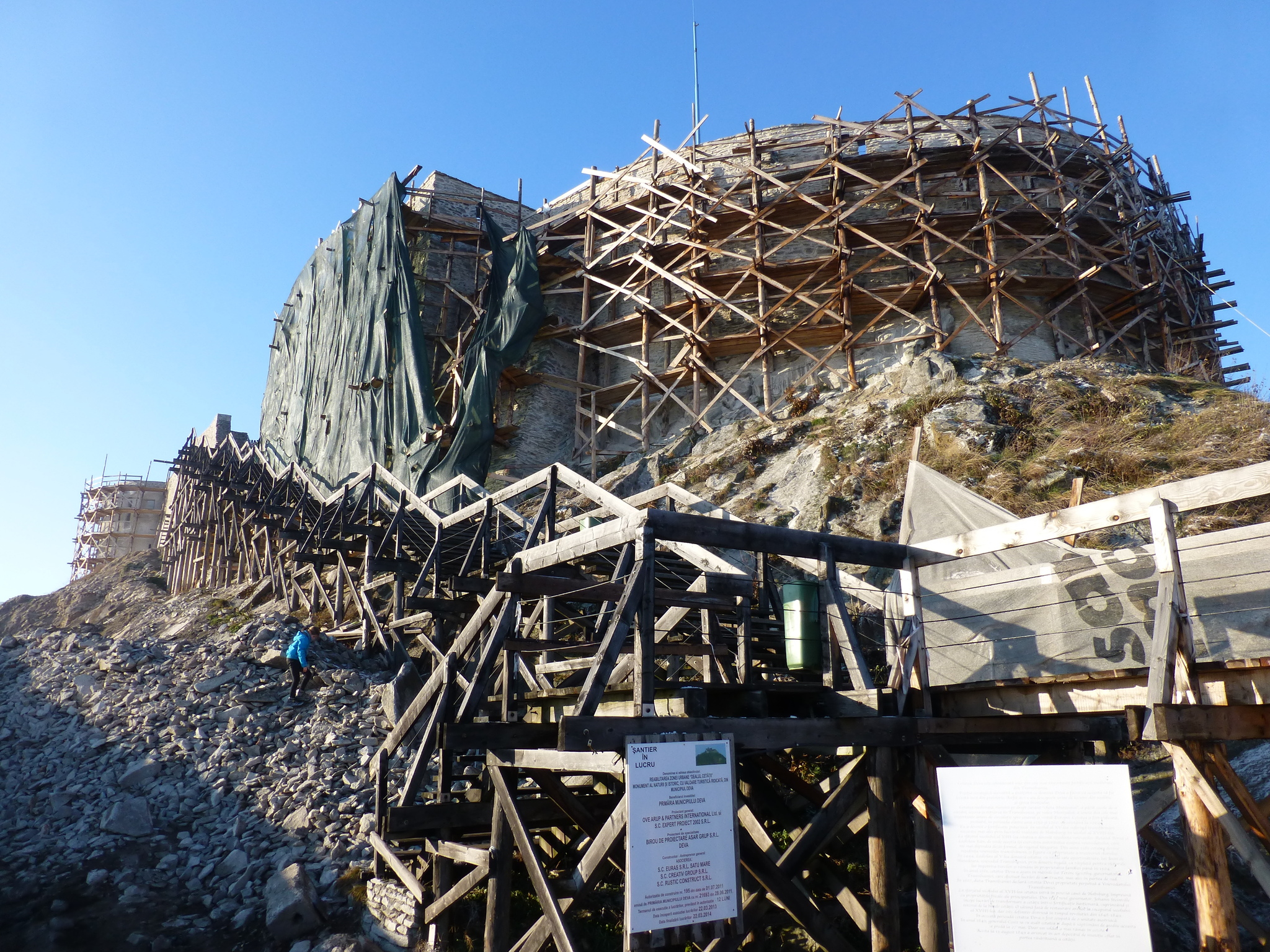
Várfelújítások 2012-ben
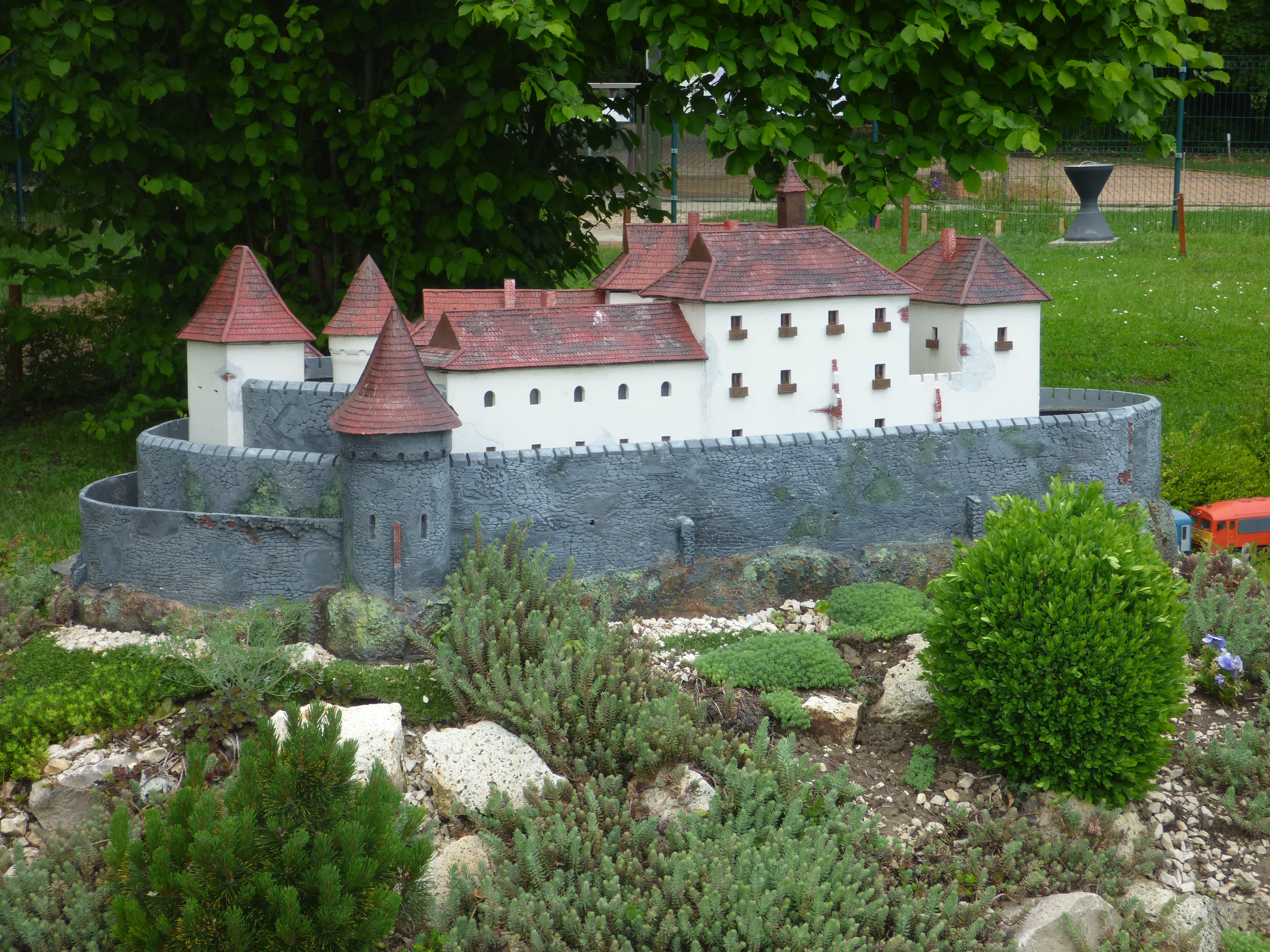
A vár makettje a szarvasi Mini Magyarország gyűjteményében